# Fix You
〈Fix You〉는 영국의 록 밴드 콜드플레이의 곡이다. 이 곡은 그들의 세 번째 스튜디오 음반인 《X&Y》를 위해 이 밴드의 네 멤버 모두에 의해 쓰여졌다. 트랙은 느린 템포 드럼과 보컬을 동반한 오르간 주위로 창조했다.
2005년 9월 5일 X&Y에서 두 번째 싱글로 발매되었고 영국 싱글 차트에서 4위에 올랐다. 이 노래는 미국 《빌보드》 핫 모던 록 트랙에서 18위에 올랐다. 프로모션 싱글은 영국과 미국을 위해 발매되었다. 귀네스 팰트로의 어머니이자 크리스 마틴의 장모인 블라이드 대너는 2012년 5월 인터뷰에서 '마틴은 귀네스 팰트로의 아버지가 돌아가셨을 때 귀네스를 위해 곡을 썼다'라고 말했다.
〈Fix You〉는 음악 비평가들로부터 비평가들로부터 호평을 받았다. 그것은 다양한 커버와 소리와 함께 널리 샘플링되었다. 이 뮤직 비디오는 2005년 7월 7일 런던 폭탄 테러에 대한 기념물로 선정되었다.
이 곡은 2011년 10월 19일 캘리포니아주 쿠퍼티노의 애플 본사에서 열린 스티브 잡스 추모/생애 기념 행사와 2017년 6월 4일 원 러브 맨체스터 자선 콘서트에서 라이브로 연주되었다.

## 배경
이 곡을 쓸 때, 리드 싱어인 크리스 마틴은 원래 트랙에 교회 스타일의 오르간을 사용하려고 했다. 이 악기에 접근할 수 없었던 마틴은 대신 그의 장인어른인 브루스 팰트로가 그의 딸 귀네스에게 준 낡은 키보드를 사용했다. 그러나 마틴은 〈Fix You〉가 영국의 얼터너티브 록 밴드 엘보우의 2003년 노래 〈Grace Under Pressure〉의 영향을 받았다고 주장했다. 마틴은 이 노래가 "우리가 작곡한 곡 중 가장 중요한 곡일 것"이라고 말했다.
베이시스트 가이 베리먼은 이 곡이 지미 클리프의 1969년 곡 〈Many Rivers to Cross〉에서 "영감"을 얻었다고 인정했다. 베리먼은 또한 "그것은 일종의 영감 같은 것이 되어 여러분을 어떤 길로 인도합니다. 다른 사람처럼 곡을 쓰고 싶을 때마다 결국엔 뭔가 다른 느낌으로 들리게 됩니다."라고 말했다.

## 대중문화에서
대한민국의 보이 그룹 방탄소년단은 2021년 2월 《MTV 언플러그드》 출연으로 이 노래를 커버했다. 코로나19 범유행 당시 방송된 공연과 멤버 중 한 명인 지민은 "이 노래는 우리에게 편안함을 주었기 때문에 이 커버가 팬들에게도 위로가 될 수 있도록 준비하고 싶었다"고 입을 모았다.

## 곡 목록
모든 곡들은 크리스 마틴, 조니 버클랜드, 가이 베리먼 그리고 윌 챔피언에 의해 작사/작곡하였다.
| #  | 제목                                                                                            | 재생 시간 |
| -- | ----------------------------------------------------------------------------------------------- | --------- |
| 1. | 〈Fix You (에딧)〉                                                                              | 4:37      |
| 2. | 〈The World Turned Upside Down〉                                                                | 4:42      |
| 3. | 〈Pour Me (Live at the Hollywood Bowl) (영국 확장 CD, 호주 및 미국 아이튠즈 EP 버전에 적용됨)〉 | 5:01      |
| 4. | 〈Fix You (비디오) (영국 확장 CD에 있음)〉                                                      |           |

## 참여 인원
- 크리스 마틴 – 리드 보컬, 오르간, 피아노, 어쿠스틱 기타, 신시사이저
- 조니 버클랜드 – 리드 일렉트릭 기타, 백 보컬
- 가이 베리먼 – 베이스 기타, 백 보컬
- 윌 챔피언 – 드럼, 백 보컬